# Konst och kultur
Konst och kultur var en kulturtidskrift som gavs ut 1945–1949 av föreningen som först kallade sig Konsten och folket och senare Konsten åt folket. Redaktörer och skribenter under tidskriftens fem år var bland andra Hans Tombrock, Gunnar Gunnarson, Albin Amelin, Per-Olov Zennström, Henry Peter Matthis. Ansvariga utgivare var Gunnar Törnquist (1945-1946, 1947:2-1948) och Ärland Segersten (1947:1, 1949).
Sista numret, nr.5 1949, var ett specialnummer som knöt an till Världskongressen för fred som 1949 samlade kulturpersonligheter från hela världen i Paris. Specialnumret gavs ut av Svenska Kommittén för Fredens försvar och föreningen Konsten åt Folket och hade ett omslag ritat av Torsten Billman.